# Pont de Santa Quitèria
El Pont de Santa Quitèria, o Pont Medieval de Santa Quitèria, està situat entre els municipis valencians d'Almassora, a la comarca de la Plana Alta, i de Vila-real, a la comarca de la Plana Baixa, tots dos a la província de Castelló. En concret, molt a prop de l'Ermita de Santa Quitèria d'Almassora, i per ell passava el Camí Real. També se'l coneix com a Pont romà sobre el riu Millars.
Està catalogat, per declaració singular, com Bé d'Interès Cultural, amb anotació ministerial número: RI - 51-0011536, i data d'anotació, 16 de juny de 2006. Està inclòs en l'entorn de protecció del Paisatge Protegit de la Desembocadura del riu Millars (Ordre de 13 de juliol de 2004, de la Conselleria de Territori i Habitatge, DOGV de 27 de juliol 2004).

## Descripció historicoartística
Aquesta obra civil té gran importància no només perquè és contemporània del rei Jaume I, sinó perquè es tracta d'un exemplar de pont gòtic únic al País Valencià.
La seua construcció, de data incerta, és obra de Pere Dahera, veí de Vila-real, que comptava amb l'autorització atorgada per Jaume I el 18 d'abril de 1275, per a la fundació d'un hospital i la supervisió de les obres d'un pont de pedra que havia de fer-se sobre el riu Millars. Va ser destruït com a conseqüència d'una forta riuada que va tenir lloc en 1581 i durant la seua reconstrucció es va col·locar una creu a la meitat del pont que va ser destruïda més tard, quan en 1652 hi va caure un llamp.
Es creu que el seu origen va ser romà, i de fet encara es conserva alguna resta a la part baixa. En època medieval es va dur a terme la seua reconstrucció, malgrat haver discrepàncies entre autors, ja que alguns asseveren que la reconstrucció és d'època àrab.
El pont presenta vuit obertures d'arcs paral·lels, amb diferents llums, d'entre 11,59 i 12,65 metres, els més llargs i un altre més curt de 6,80 metres de llum. La seua longitud total és de més de 125 metres, i una alçada s'aproxima als 9 metres, sent la seua amplària de més de tres metres. A la part d'aigües amunt el pont ens mostra tallamars amb torrassa, els quals es perllonguen fins a l'altura dels ampits (de fàbrica de maçoneria), la qual cosa dona lloc a la formació en la calçada d'uns espais laterals de forma triangular anomenats arrambadors, que permeten el pas de vehicles i vianants simultàniament. En un d'ells presenta una inscripció commemorativa que fa referència l'any 1652, en el qual es va salvar d'un raig. Construït amb carreus en els tallamars, pilars i arcs, encara que els restants elements són de còdols amb morter.
Durant l'última restauració que es va dur a terme, es va reposar el paviment de llambordes, d'aquesta forma aquest pont va passar a ser una excepció, pel seu sistema estructural: ja que en lloc d'utilitzar l'habitual sistema de volta contínua, en ell, les obertures es cobreixen mitjançant quatre arcs diafragma independents, sobre els quals es recolzen unes lloses-llinda de pedra d'arc a arc, la qual cosa forma la base del tauler. Aquesta estructura té poques referències de ponts a Espanya (són exemples l'antic pont de Xèrica sobre el riu Palància, o el pont a Onda sobre el riu Sonella), encara que sí que ve descrita en manuals i textos especialitzats d'arquitectura, com el Diccionari Raonat de l'Arquitectura de Viollet-le-Duc, que presenta exemples realitzats entre els segles xii i xiii a la regió francesa de Poitou.